# Пришиб (Шишацкий район)
Пришиб (укр. Пришиб) — село,
Пришибский сельский совет,
Шишацкий район,
Полтавская область,
Украина.
Код КОАТУУ — 5325783801. Население по переписи 2001 года составляло 703 человека.
Является административным центром Пришибского сельского совета, в который, кроме того, входят сёла
Гнатенки,
Горишнее,
Коляды,
Криворучки и
Переводчиково.

## Географическое положение
Село Пришиб находится на левом берегу реки Говтва,
выше по течению на расстоянии в 2 км расположено село Киселиха,
ниже по течению на расстоянии в 0,5 км расположено село Легейды.

## Экономика
- Фермерские хозяйства.

## Объекты социальной сферы
- Школа.
- Дом культуры.

## Достопримечательности
- Братская могила советских воинов.